# Естерсунд
Естерсунд (швед. Östersund, слушајⓘ) град је у Шведској, у западном делу државе. Град је у оквиру Јемтландског округа, чије је седиште и једини већи град. Естерсунд је истовремено и седиште истоимене општине.
Естерсунд се промовише као „зимски град“. Стога је град био кандидат за одржавање Зимских олимпијских игара 1994, 1998. и 2002. године.

## Природни услови
Град Естерсунд се налази у западном делу Шведске и средишњем делу Скандинавског полуострва. Од главног града државе, Стокхолма, град је удаљен 560 км северно. 
Рељеф: Естерсунд се развио у области Јемтланд у оквиру историјске покрајине Норланд. Подручје око града је планинско, док се ка западу издижу високе планине из Скандинавског венца. Надморска висина се креће 300-380 м.
Клима у Естерсунду влада оштрији облик континенталне климе.
Воде: Естерсунд се развио у унутрашњости. Градско језгро се сместило на Сторском језеру, једном од већих у држави. Градско подручје се пружа са обе стране језера и на оближњем острву, а преко језера се пружа мостови. Око града постоји и низ другим, махом мањих ледничких језера.

## Историја
Подручје на месту Естерсунда насељено је у праисторије. Током 17. века на подручу Јемтланда сукобили су се интереси Шведске и Данске (владала Норвешком). После више неуспешних покушаја овде је основано утврђено насеље у циљу осигурања шведског утицаја.
Град је 1786. године основао краљ Густав III. Следећих деценија град је имао свега пар стотина становника и значај обласног трговишта.
Естерсунд доживљава нови препород у другој половини 19. века са проласком железнице и доласком индустрије. После Другог светског рата град се нагло проширио. Ово благостање траје и дан-данас.

## Становништво
Естерсунд је данас град средње величине за шведске услове. Град има око 44.000 становника (податак из 2010. г.), а градско подручје, тј. истоимена општина има око 59.000 становника (податак из 2010. г.). Последњих деценија број становника у граду стагнира.
До средине 20. века Естерсунд су насељавали искључиво етнички Швеђани. Међутим, са јачањем усељавања у Шведску, становништво града је постало шароликије, али опет мање него у случају других већих градова у држави.

## Привреда
Данас је Естерсунд савремени индустријски град са посебно развијеном индустријом. Последње две деценије посебно се развијају трговина, услуге и туризам.

## Галерија
- Поглед на Естерсунд зими
- Главна пешачка улица
- Градска саборна црква
- Градска кућа Естерсунда